# Blow Up Hall 50 50

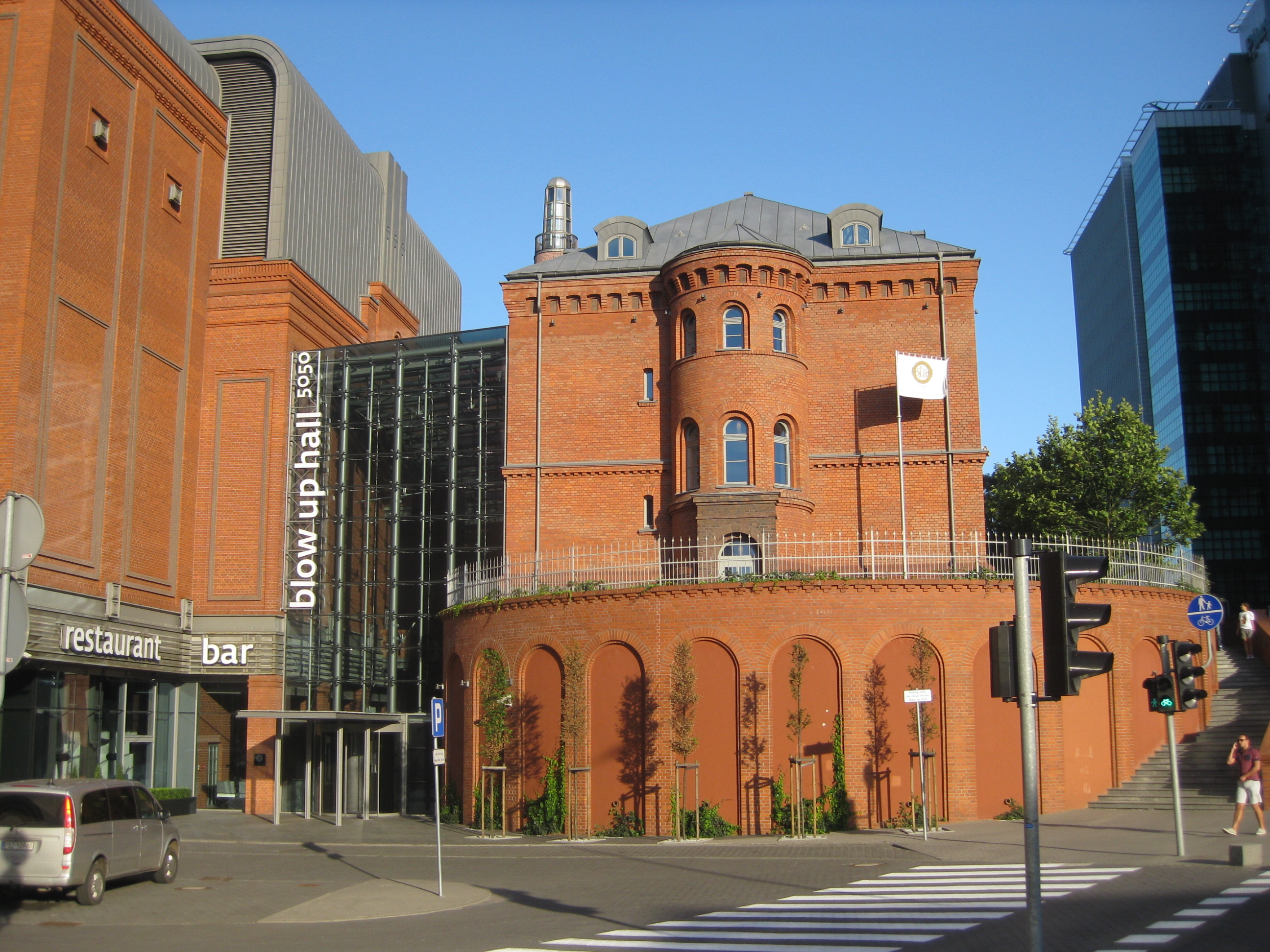
Ingang van de Blow Up Hall ^{50 50}

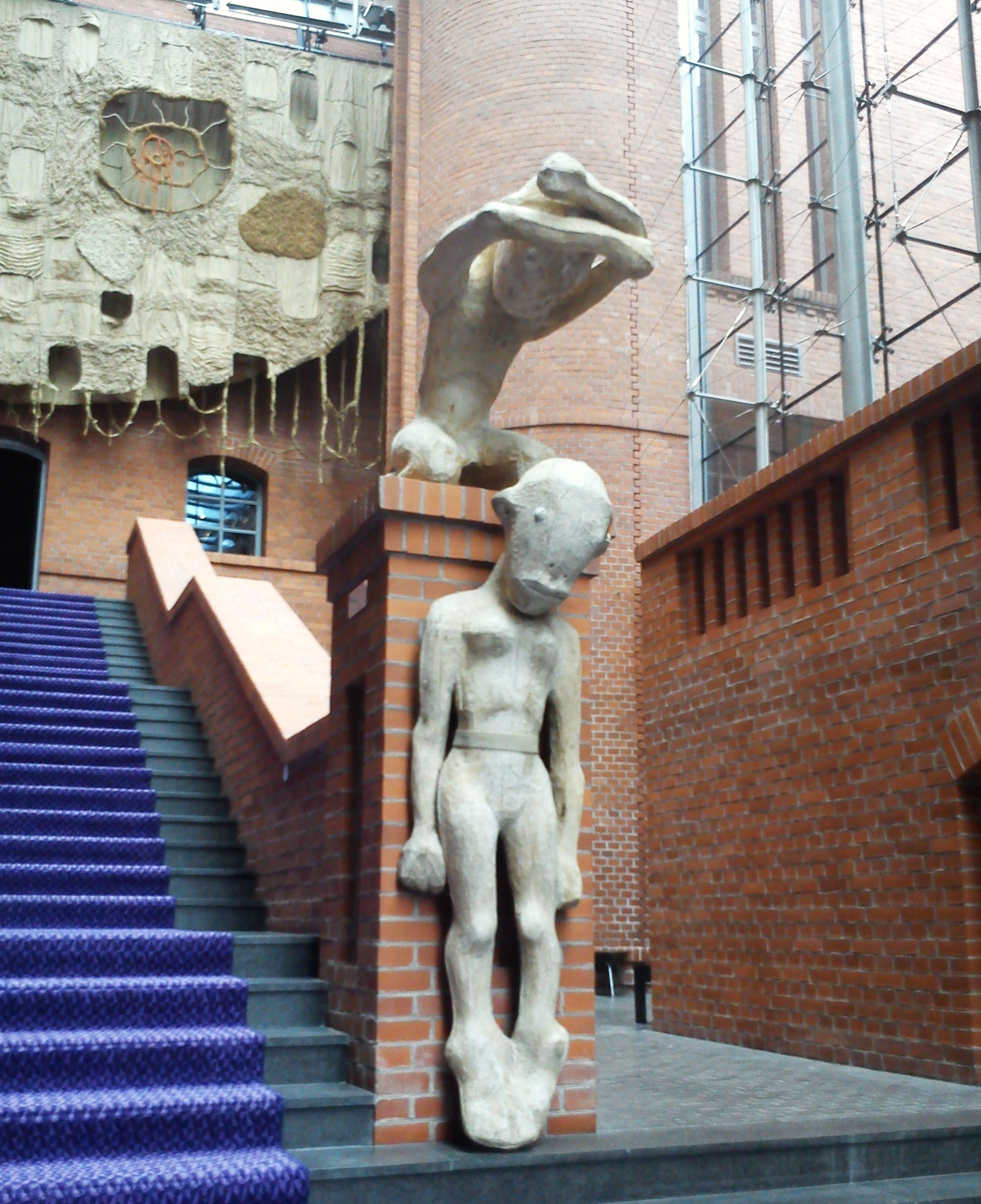
De entreehal, met een sculptuur van Sylwester Ambroziak en boven een wandtapijt van Pjotr Uklański

De Blow Up Hall 50 50 is een avant-garde 5-sterren hotel in de Poolse stad Poznań. In het hotel, dat veel weg heeft van een museum, is doorgaand een expositie te zien van hedendaagse kunst.

## Achtergrond
Het hotel is gevestigd in de oude bierbrouwerij Stary Browar die eind 20e, begin 21e eeuw geheel omgebouwd werd tot een zakelijk en cultureel centrum en in 2005 werd uitgeroepen tot het beste middelgrote winkelcentrum ter wereld. De eigenares van het hotel is miljardair en kunstpromotor Grażyna Kulczyk. De naam van het hotel is ontleend aan de cultfilm Blowup uit 1966 van regisseur Michelangelo Antonioni. De toevoeging 50 50 verwijst naar de filosofie van Kulczyk voor al haar projecten, waarbij er telkens een verdeling bestaat van 50 procent voor kunst en 50 procent voor bijkomende elementen.
In het 5-sterren hotel bevinden zich 22 luxe kamers die allemaal anders zijn ingericht, een bar en een restaurant. De kamers zijn niet genummerd en de gasten krijgen bij het inchecken een iPhone mee waarop een app staat die hen naar de kamer leidt, voor hen de deur opent en sluit en apparaten in de kamer bedient. In de hal hangt een video-installatie die alle bewegingen van de bezoekers vastlegt en in een artistieke video-collage van 2,400 beelden op een monitor presenteert.
De entree van het hotel bestaat uit een hal met een beeld van de Poolse kunstenaar Sylwester Ambroziak die aan de voet van een trap met een paarse loper staat opgesteld. Bovenaan de trap hangt een artistiek tapijt aan de muur van Pjotr Uklański.
Het hotel claimt het meest futuristische hotel ter wereld te zijn. The Guardian noemt dit het mogelijk meest indrukwekkende hotel van Polen.